# Solanda (Trolebús de Quito)
Solanda es la octava parada del Corredor Trolebús, en el sur de la ciudad de Quito. Se ubica en la avenida teniente Hugo Ortiz, frente al Mercado Mayorista, en la parroquia La Argelia. Fue construida durante la administración del alcalde Roque Sevilla e inaugurada durante la administración de Paco Moncayo (2000), como parte de la primera ampliación del sistema hacia el extremo más meridional de la urbe.
La parada sirve al sector circundante y recibe su nombre del barrio homónimo en el que se encuentra, que a su vez hace honor a Mariana Carcelén de Guevara, marquesa de Solanda y esposa del héroe independentista Antonio José de Sucre, por lo cual su iconografía la representa a ella.